# Alto Rio Doce
Alto Rio Doce là một đô thị thuộc bang Minas Gerais, Brasil. Đô thị này có diện tích 518,982 km², dân số năm 2007 là 12657 người, mật độ 26,3 người/km².